# Gorsem
Gorsem est une section de la ville belge de Saint-Trond située en Région flamande dans la province de Limbourg. C'était une commune à part entière avant la fusion des communes de 1971 quand elle fut fusionnée avec Duras avant de devenir une section de Saint-Trond lors de la fusion des communes de 1977.

## Évolution démographique
- Sources : INS, Rem. : 1831 jusqu'en 1970 = recensements
- 1954: Scission du hameau de Schelfheide intégré dans la commune de Nieuwerkerken